# Geroskipou
Geroskipou sau Yeroskipou (în greacă Γεροσκήπου, cu sensul de „Grădină sfântă”; în turcă Yeroşibu) este un oraș de coastă din Cipru, la est de Paphos. Populația sa actuală este de aproximativ 7.000 de persoane și este al doilea municipiu ca mărime din districtul Paphos. Yeroskipou, cu remarcabila sa biserică bizantină cu cinci cupole Agia Paraskevi și cu muzeul său de artă populară, este o destinație turistică populară. Este cunoscut mai ales pentru producția de rahat turcesc sau „rahat lokum” (cunoscut local ca loukoumia sau lukum). Orașul este singurul loc din lume care are indicație geografică protejată (IGP) pentru desertul popular. Rețeta a ajuns în Yeroskipou în 1895, atunci când Sophocles Athanasiou a revenit în satul său natal, după mulți ani petrecuți peste hotare.

## Istorie
Conform tradiției locale, și așa cum se sugerează în etimologia numelui orașului, Geroskipou a fost locul, în mitologia greacă, unde se aflau grădinile sacre ale zeiței Afrodita. De aici și numele său - „yeros” (ιερός, sfânt) și „kipou” (din κήπος, grădină) - înseamnă „grădină sfântă”. Pelerinii antici din Nea Paphos au trecut prin Geroskipou înainte de a ajunge la templul Afroditei din Kouklia.
Scriitorul clasic Strabon menționează Geroskipou, numind așezarea Ἱεροκηπκα (Hierokepía Hierokepis). Mulți alți călători au scris că pe câmpia de coastă a așezării Geroskipou se aflau măslini vechi de secole și roșcovi.
În secolul al XI-lea, biserica bizantină cu cinci cupole Agia Paraskevi a fost construită în mijlocul așezării actuale. În plus, s-a afirmat că la Moulia, o zonă de coastă a orașului, icoana Maicii Domnului Chrysoroyatissa (Χρυσορρογιάτισσα) a fost găsită de către călugărul Ignațiu, care a dus-o pe muntele Rogia unde se află mănăstirea cu acelaşi nume.
În 1811 Sir Sidney a vizitat orașul Geroskipou și s-a întâlnit cu Andreas Zimboulakis, pe care l-a numit vice-consul al Marii Britanii. Zimboulakis, care s-a născut în Cefalonia, s-a mutat la Geroskipou și atribuțiile sale de vice-consul au fost de a proteja interesele Marii Britanii în regiune. Casa Zimboulakis, unde au locuit mai multe personalități, a fost cumpărată în 1947 de către Departamentul de Antichități, cu scopul de a fi transformată în actualul Muzeu de Artă Populară din Geroskipou.
În 1821, în sat au locuit 30 de bărbați adulți turci ciprioți și 76 de bărbați adulți greci ciprioți. În 1911, satul a avut o populație de 602 de persoane, din care 477 greci ciprioți și 125 turci ciprioți. În următoarele decenii, populația cipriotă a crescut rapid, în timp ce populația turcă a scăzut: în 1931, erau 751 greci ciprioți și 105 turci ciprioți. În 1960, satul a avut o populație de 1722 de persoane, din care 1552 greci ciprioți și 170 turci ciprioți.
O companie britanică a fondat în 1925 o fabrică de mătase. Sute de muncitori atât din orașul Geroskipou, cât și din satele din jur au fost angajați în această fabrică. Cu toate acestea, a fost închisă în 1952. În plus, la Geroskipou a funcționat și o fabrică de prelucrare a lenjeriei.
În 1952, mica populație turco-cipriotă a satului vorbea mai mult în limba greacă. Principala ocupație a sătenilor a fost agricultura, iar turci ciprioții o duceau mai bine decât vecinii lor greci, cu toate că mulți dintre ei nu aveau titluri de proprietari de pământ și lucrau cu ziua. Satul nu a avut nicio moschee și sătenii turci ciprioți mergeau câteodată la biserică pentru a se închina și ruga ca musulmani dar practicau și rituri creștine de Paști. În 1952, s-au făcut demersuri pentru reconstruirea drumurilor satului, au fost programate cursuri de limba turcă pentru copiii turci ciprioți, dar clădirea școlii era într-o stare foarte proastă.

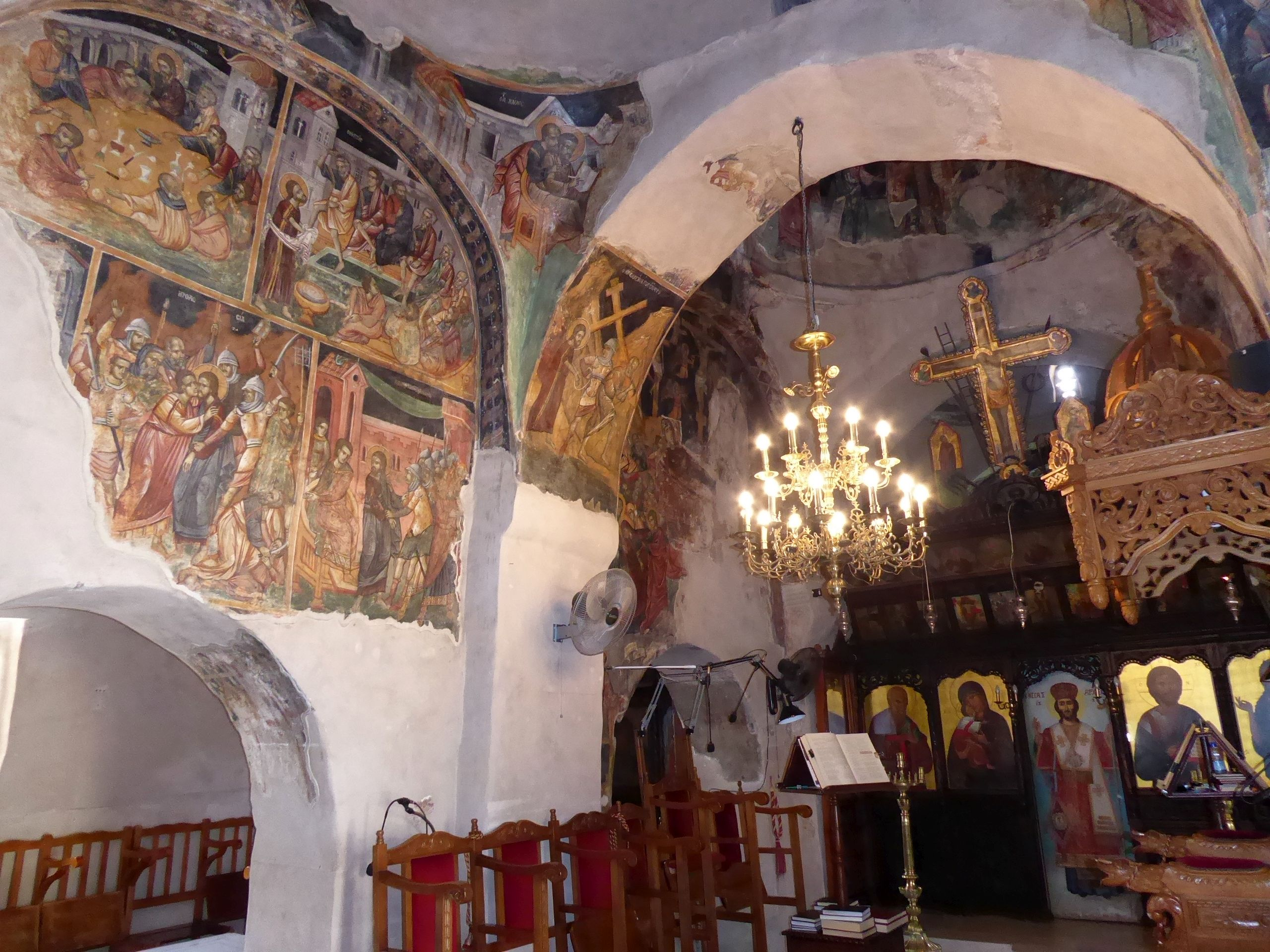
În biserica Agia Paraskevi din Geroskipou

În 1964, în urma violenței intercomunitare din Cipru și după o bătălie în orașul Paphos, sătenii turci ciprioți au fugit din Geroskipou și au căutat refugiu mai ales  în Koloni și Mandria. Unii dintre acești rezidenți au fugit prin munți în Ciprul de Nord ca urmare a invaziei turce a Ciprului  din 1974, în timp ce unii au fost escortați în 1975 de Forța Națiunilor Unite de Menținere a Păcii în Cipru. Cele 200-220 de persoane care au fost strămutate din Geroskipou au fost mutate în Famagusta, Nicosia de Nord, Kyrenia, Karavas și Agios Georgios. În sat a existat în 1974 un lagăr pentru prizonierii de război turci ciprioti. Aici au fost reținute cel puțin 329 de persoane; în interviurile acordate presei din Turcia, prizonierii au susținut că au fost bătuți și lăsați flămânzi timp de 24 de ore de către cei care i-au capturat.

## Primari
Primari în Geroskipou au fost: Manelaos Christodoulou (1994-2001), Tasos Kouzopou (2002-2011). Actualul primar al municipiului orașului este Michalis Pavlidis (din 2012).

## Sport
Atromitos Yeroskipou (în greacă: Ατρόμητος Γεροσκήπου) a fost o echipă cipriotă de fotbal din Geroskipou. Clubul a fost fondat în 1956, dar clubul a concurat până în 2004 doar în competițiile Federației Asociațiilor Agricole de Fotbal din Paphos (POASP). Sediul echipei a fost Stadionul Municipal din oraș. Clubul a promovat în liga a patra a Asociației de Fotbal din Cipru (A Patra Divizie Cipriotă) pentru prima dată în 2004. Clubul a promovat în divizia a treia anul următor și din sezonul 2007/08 a concurat în A Doua Divizie Cipriotă (Πρωτάθλημα Β΄ Κατηγορίας). Echipa a promovat în Prima Divizie Cipriotă unde a terminat pe locul trei. În patru ani, clubul a reușit să promoveze din liga locală Paphos în prima divizie cipriotă. Au retrogradat apoi în Divizia a II-a cipriotă în sezonul 2008-2009, după doar un an în prima divizie cipriotă. În 2013, clubul a fost dizolvat din cauza unor probleme financiare. 
Din 2013, pe Stadionul Municipal din oraș a evoluat Geroskipou FC, care evoluează în A Patra Divizie Cipriotă.

## Galerie

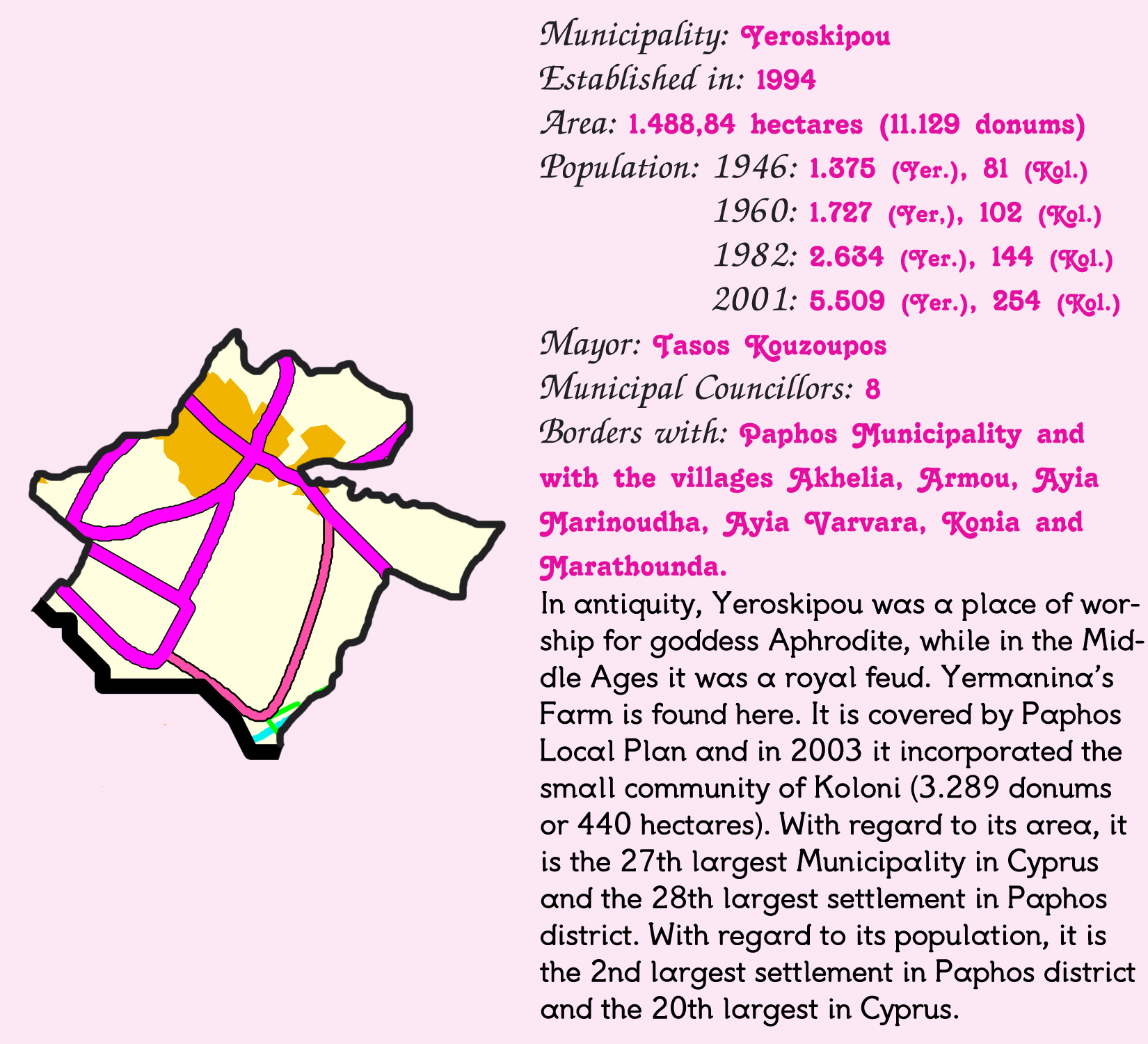
Prezentare concisă a orașului Yeroskipou
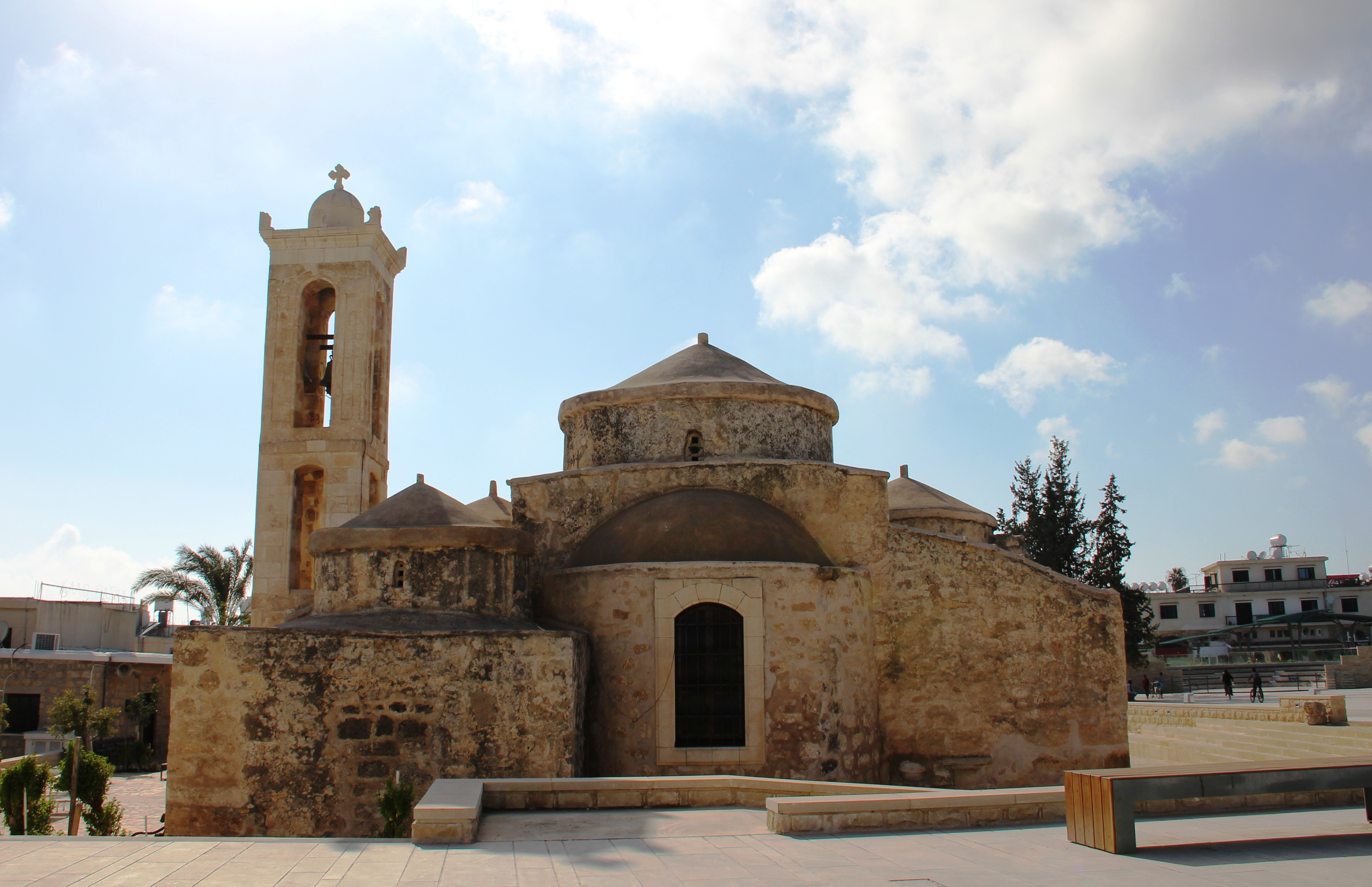
Biserica bizantină Agia Paraskevi
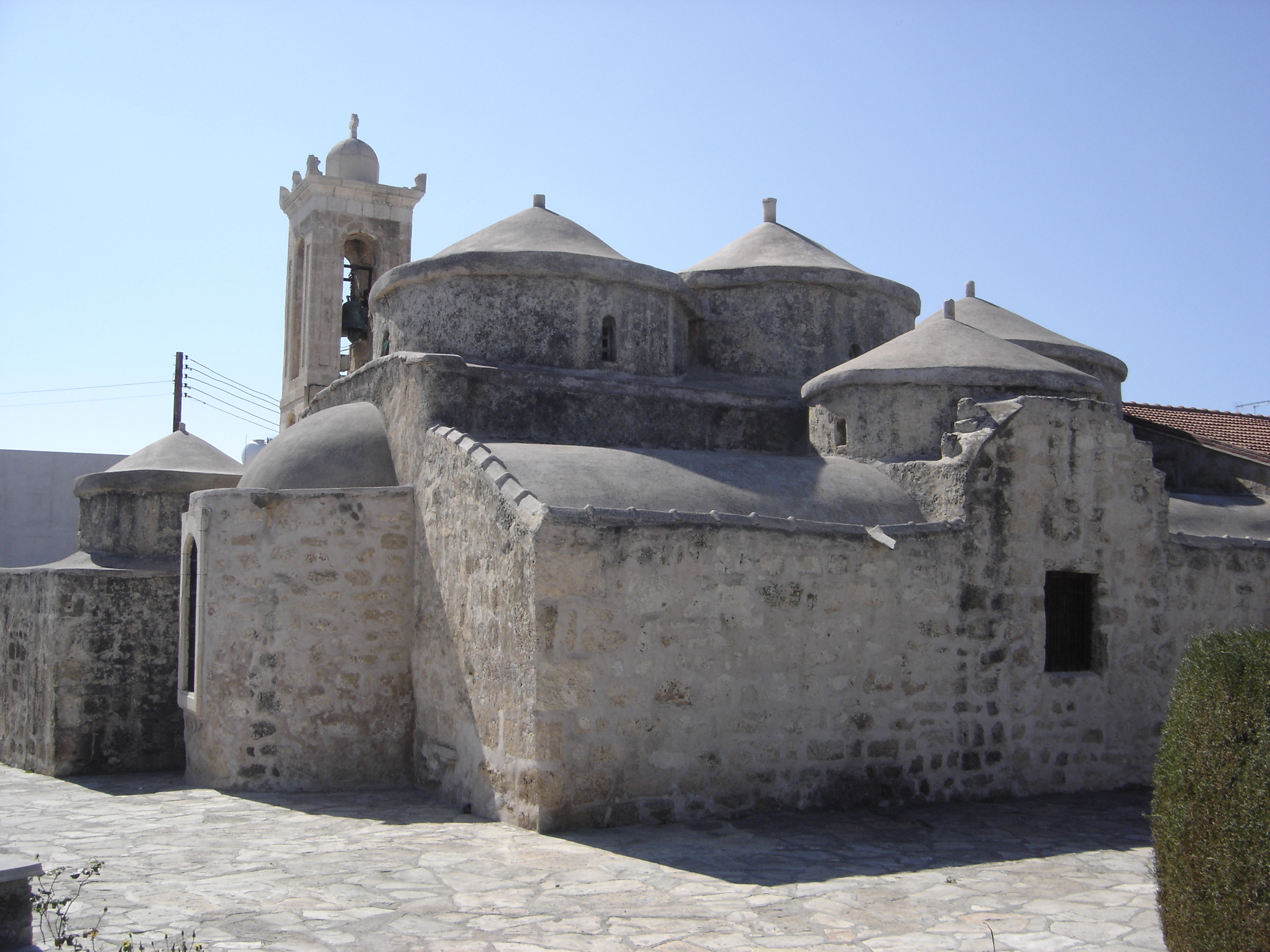
Biserica Agia Paraskevi din Yeroskipou

## Orașe înfrățite
Geroskipou este înfrățit cu orașele:
- Agia Paraskevi, Grecia  din 2000
- Fouras, Franța